# Phlegra particeps
Phlegra particeps là một loài nhện trong họ Salticidae.
Loài này thuộc chi Phlegra. Phlegra particeps được Octavius Pickard-Cambridge miêu tả năm 1872.